# William Doughty (architecte naval)
Pour les articles homonymes, voir William Doughty et Doughty.
William Doughty est un architecte naval américain connu pour son travail sur les vaisseaux de 74 canons.
Il est par exemple à l'origine des USS President, USS Independence, USS United States ou encore USS North Carolina.